# FYI (TV-kanal)

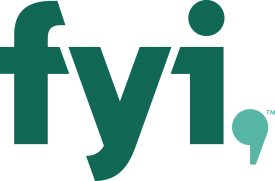

FYI (förkortas fyi,) är en amerikansk digital-TV-kanal ägd av A&E Network. Kanalen är baserat på TV-serien med samma namn. Biography Channel började sända 2009. Utöver biografiska program visade kanalen fram till 2007 även icke-biografiska program som tidigare visats på A&E, såsom Mord och inga visor och Sherlock Holmes.